# Adam Wolański (numizmatyk)
Adam Wolański (ur. 18 października 1852 Werbeń koło Beresteczka, zm. 22 marca 1933 w Krakowie) – polski numizmatyk.

## Życiorys
Był ziemianinem, z zawodu agronomem. Od 1919 roku mieszkał w Krakowie. Porządkował zbiór numizmatyczny Muzeum Czapskich. Podarował temu muzeum  część swoich zbiorów bibliotecznych i dzieł sztuki. współpracował z Komisja Rewindykacyjną na rzecz zwrotu Polsce dóbr kultury wywiezionych po rozbiorach do Rosji. Był redaktorem "Wiadomości Numizmatyczno-Archeologicznych". Od 1919 roku prezes Towarzystwa numizmatycznego w Krakowie. 

## Wybrane publikacje
- Losy regaliów polskich, Kraków 1921.